# 新隆街道
新隆街道，是中华人民共和国吉林省长春市宽城区下辖的一个街道办事处。2023年3月17日设立。管辖范围东起扶余路社区边界（农安南街段扶余路与青年路间以南、扶余路以南、菜市南街至一汽车轮厂外墙以南、一汽车轮厂东外墙至铁道线以西），西至西环城路，南至铁道线，北至北环城路与青年路交汇。

## 行政区划
新隆街道下辖以下地区：
下辖新月路、基隆路、新兴路、扶余路、新惠、新荣6个社区和新月1个行政村。